# Bluetooth-маркетинг
Bluetooth-маркетинг — це спосіб реалізації маркетингових комунікацій з використанням технології Bluetooth у безпосередній близькості від цільової аудиторії.

## Bluetooth-маркетинг— нові можливості та перспективи
Обсяг зростання кількості мобільних телефонів, як у цілому світі, так і в країнах СНД, досяг тієї межи, коли як великі, так і відносно невеликі компанії починають активно цікавитися можливістю використання мобільного телефону як рекламної платформи. При цьому традиційні технології мобільного маркетингу, такі як, наприклад, розсилка СМС повідомлень, вже значно втратили свою актуальність, отже й ефективність. Внаслідок цього, активний розвиток отримують інноваційні напрями мобільного маркетингу такі як, Bluetooth-маркетинг, пряма реклама з використанням технології глобального позиціювання тощо.
Серед вищезгаданих максимального розвитку набув саме Bluetooth-маркетинг. Використання технології Bluetooth, дозволяє організувати безпечну і надзвичайно швидку (від 723 Кбіт/сек) доставку різного медіа-контента на мобільні телефони користувачів. При цьому користувач має можливість, як відмовитися від прийому повідомлень в цілому, так і вибірково отримувати лише ті файли, які йому цікаві. Таким чином, даний рекламний канал не є нав'язливим, подібно до телевізійної або СМС реклами, а передбачає активну участь користувача у процесі, тобто має значно вищу ефективність.
Bluetooth-маркетінг завдяки особливостям технології Bluetooth, передбачає роботу з користувачами в безпосередній близькості (від 20 см до 30 м), що дозволяє проводити рекламні акції з точною прив'язкою до будь-якого об'єкта, а також активно залучати споживачів до участі у Bluetooth-акції шляхом активної візуалізації тощо. З іншого боку це декілька обмежує сферу використання даної технології для залучення масової аудиторії. Але тут на допомогу приходить ефект «вірусного» маркетингу, коли якісно зроблені медіа-матеріали, отримані користувачем у рамках Bluetooth-акції, передаються далі від одного телефону до іншого у колі друзів та знайомих.

## Основні вимоги до обладнання для підтримки Bluetooth-акцій
1. Надійне визначення моделі мобільного пристрою, що подає запит на контент
На жаль, при розробці основних протоколів обміну даними з використанням технології Bluetooth, не була передбачена можливість точного визначення моделі мобільного пристрою, що бере участь у сеансі зв'язку, ґрунтуючись лише на службових даних. Але, проте, є можливість надійного визначення моделі мобільного пристрою, ґрунтуючись на емпірично отриманих характеристиках даної партії телефонів (Bluetooth fingerprints).
Таким чином, щоб мати якнайповнішу базу з характеристиками мобільних пристроїв, виробник обладнання для підтримки Bluetooth-акцій повинен мати доступ до всіх моделей телефонів, що представлені на ринку. Надійне визначення моделі мобільного телефону, що подає запит на контент, є однією з найважливіших передумов успішного проведення Bluetooth-акції. Уявіть, якою буде реакція користувача що отримав на свій сучасний телефон з екраном 320 на 480 пікселів (HVGA), екранну заставку розміром 128х128, що ледве займає чверть доступної площі екрану телефону.
2. Задання ефективного радіусу, в якому можлива взаємодія з мобільними пристроями учасників
Природа bluetooth-маркетингу передбачає проведення точкових акцій у чітко визначеному місці. При цьому надзвичайно важливу роль грає аудіо-візуальне сповіщення користувачів про те, що саме в цьому місці проводиться подібна акція. Також важливо, щоб користувач в зоні дії Bluetooth передавача мав чітке уявлення про то, хто передає йому контент. Інакше, користувачі схильні відмовлятися від прийому Bluetooth-повідомлень, із остраху отримати вірус тощо. Таким чином, стає очевидним, наскільки важливо не помилитися задаючи ефективний радіус передачі контента у рамках Bluetooth-акції.
Більш того, якщо обладнання дозволяє відстежувати положення мобільного телефону з точністю до декількох сантиметрів, то відкриваються додаткові можливості для організації Bluetooth-акцій. При цьому стає можливим задати декілька радіальних зон, в яких можливий прийом лише одного типу медіа-контента. Таким чином, користувача можна здалеку інформувати про те, що якщо він підійде ближче, то зможе отримати преміум контент (Java гра, відеоролик).
3. Надійність роботи в різних кліматичних умовах і протягом тривалого проміжку часу
Прив'язка Bluetooth-акцій до певної фізичної локації, передбачає також, що не завжди буде забезпечена температура та відносна вологість придатна для нормального функціонування звичайної цифрової техніки. Тому однією з найважливіших вимог до обладнання для проведення Bluetooth-акцій слід також вважати його можливість до функціонування в екстремальних умовах впродовж всього періоду проведення акції без збоїв та поломок.
4. Моніторинг на відстані та оперативний збір статистичних даних про акцію, що проводиться
Зачасту Bluetooth-акція проводиться водночас в декількох зонах та впродовж тривалого проміжку часу. При цьому не завжди є можливість стежити за станом обладнання на місці. У цьому випадку на перше місце виходить можливість моніторингу та управління обладнанням на відстані, а також збір статистичних даних у режимі реального часу. Отримані статистичні дані дозволяють «на льоту» відстежувати динаміку акції та вносити необхідні корективи.
5. Задання порядку чергування файлів при передачі контента на мобільні пристрої
Для успішного проведення Bluetooth-акції не останню роль відіграє порядок, в якому файли передаються на мобільні телефони учасників. Для обхвату максимальної кількості телефонів рекомендується першими передавати файли, що мають найменший розмір, і далі в порядку зростання розміру файлів. Таким чином, якщо пам'ять мобільного телефону учасника вже і так зайнята численними фотографіями, аудіофайлами тощо, значно знижується імовірність того, що він не зможе прийняти жодного файлу, через нестачу вільного місця в пам'яті телефону.
6. Задання розкладу передачі файлів в рамках Bluetooth-акції
Підтримка обладнанням для проведення Bluetooth-акцій можливості задавати розклад передачі, як окремих, так і групи файлів на мобільні пристрої учасників, дозволяє створювати різноманітні сценарії проведення Bluetooth-заходів. Наприклад, в першу годину акції передається медіа-контент присвячений даній акції, потім робиться оголошення, що протягом подальших 30 хвилин розсилатимуться купони із знижками, а після цього ініціюється передача іншого блоку контента.